# تايجيرو موري
تايجيرو موري (باليابانية: 森 泰次郎) (8 ديسمبر 1991 في توياما في اليابان – )؛ هو لاعب كرة قدم ياباني سابق كان يلعب كلاعب وسط.

## وصلات خارجية
- تايجيرو موري على موقع رابطة كرة القدم اليابانية للمحترفين (اليابانية)
- تايجيرو موري على موقع قاعدة بيانات كرة القدم.إي يو (الإنجليزية)
- تايجيرو موري على موقع Soccerway.com (الإنجليزية)
- تايجيرو موري على موقع عالم كرة القدم.نت (الإنجليزية)